# NGC 4592
NGC 4592 је спирална галаксија у сазвежђу Девица која се налази на NGC листи објеката дубоког неба.
Деклинација објекта је - 0° 31' 53" а ректасцензија 12h 39m 18,6s. Привидна величина (магнитуда) објекта NGC 4592 износи 11,6 а фотографска магнитуда 12,2. Налази се на удаљености од 11,173 милиона парсека од Сунца. NGC 4592 је још познат и под ознакама UGC 7819, MCG 0-32-32, CGCG 14-91, IRAS 12367-0015, PGC 42336.